# Блефароспазам
Блефароспазам је врста фокалне дистоније која се одликује наглим и неконтролисаним стискањем очних капака, тако да пацијент има проблема са спонтаним отварањем очију. Јавља се углавном у старијем животном добу и то најчешће обострано, мада понекад може бити захваћена само једна страна. Тачна природа болести није до краја позната, а напад може изазвати јако или трепћуће светло, ветар, прашина и други иритирајући фактори.
Јачина и учесталост напада су различити. У почетку су сметње благе и јављају се ретко у виду нелагоде, иритације и трептања. Временом оне постају израженије, а поред стискања капака може да се јави и неконтролисано стискање дела лица или чела (интермитентни блефароспазам).

## Рефлексни блефароспазам
Рефлексни блефароспазам представља тонични грч кружног мишића ока (грч капка) и настаје надраживањем тригеминалног нерва током различитих очних обољења. Код оваквог типа блефароспазма капци су трајно грчевито затворени. Блефароспазам удружен са сузењем ока (епифора) и неподношењем светлости (фотофобија) представља тријас иритативних симптома који се јављају код запаљењских промена на вежњачи (конјунктивитис) и обољења предњег сегмента ока (кератитис и сл).
Терапија је усмерена на третман болести која је изазвала блефароспазам.

## Симптоматски блефароспазам
Симптоматски блефароспазам настаје услед надражаја централних или периферних делова фацијалног нерва и рефлексним путем услед надражаја офталмичког и оптичког нерва. Поред грчевито затворених капака, грчем могу бити захаваћени други мишићи лица инервисани фацијалним нервом. Обично се ради о комбинацији тоничких и клоничних грчења. Симптоматски блефароспазам настаје обично услед процеса унутар лобање (постенцефалитички паркинсонизам, апсцеси, тумори и др).
Помоћ се састоји у лечењу основног обољења. Привремена побољшања могу се постићи инјекцијама 50% алкохола у кружни мишић ока. Осим тога користи се и Ботулинум токсин тип А, који утиче на пренос хемијских импулса у мишићима и тако циљано и селективно смањује њихову активност.